# Cryptantha latefissa
Cryptantha latefissa är en strävbladig växtart som beskrevs av R.L. Perez-moreau. Cryptantha latefissa ingår i släktet Cryptantha, och familjen strävbladiga växter. Inga underarter finns listade i Catalogue of Life.